# جيمس راسيل (سياسي)
جيمس راسيل (بالإنجليزية: James Russell)‏ (و. 1940 – م) هو سياسي، من كندا.

## مناصب
تولى منصب عضو المجلس النيابي لنيوفندلاند ولابرادور ‏ (1982–1989)، وعضو المجلس النيابي لنيوفندلاند ولابرادور ‏ (1971–1975).